# Złoża kruszconośne
Złoża kruszconośne – złoża kruszców, czyli rud metali. 
Złoża kruszconośne dzieli się na:
- hydrotermalne
- karbonatytowe
- magmowe
- metamorficzne
- osadowe
- pegmatytowe
- pneumatolityczne
- siarczkowe
- skarnowe
- rozsypiskowe
- wietrzeniowe